# 反全球化运动

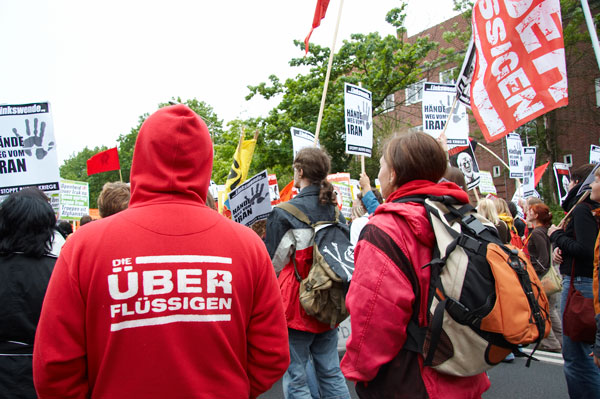
2007年德國的反全球化抗議者

反全球化运动，由反全球化人士发起的批判经济全球化的社会运动。有许多关于反全球化的定义。参与者基于一系列相关的观点提出对全球化的批评。共同之处在于参与者反对大型跨国公司通过贸易协议和去监管的金融市场行使无限制的政治权力。具体而言，指责公司在工作安全条件和标准、劳工招聘和薪酬标准、环境保护原则以及国家立法权威、独立和主权的完整性方面谋求利润最大化。

## 意识形态和原因
支持者认为，到了20世纪末，他们所称之为“统治精英”试图利用世界市场的扩张谋取自身利益；这一由布雷顿森林体系、各国政府和跨国公司组成的结合体被称为“全球化”或“自上而下的全球化”。作为抗议许多社会运动涌现出来，挑战全球化的影响。这些运动被称为“反全球化”、“变革全球化”或“自下而上的全球化”。

### 反对国际金融机构和跨国公司
反对全球化的人认为，国际协议和全球金融机构削弱了本地决策能力，如国际货币基金组织和世界贸易组织。利用这些机构支持自身公司和金融利益的企业，可以行使个人和小企业无法做到的特权，包括：
- 自由跨越国界
- 开采所需的自然资源
- 利用各种各样的人力资源

该运动旨在终结“法人地位”以及解散世界银行、IMF和世界贸易组织的自由市场原教旨主义和激进的经济私有化措施。

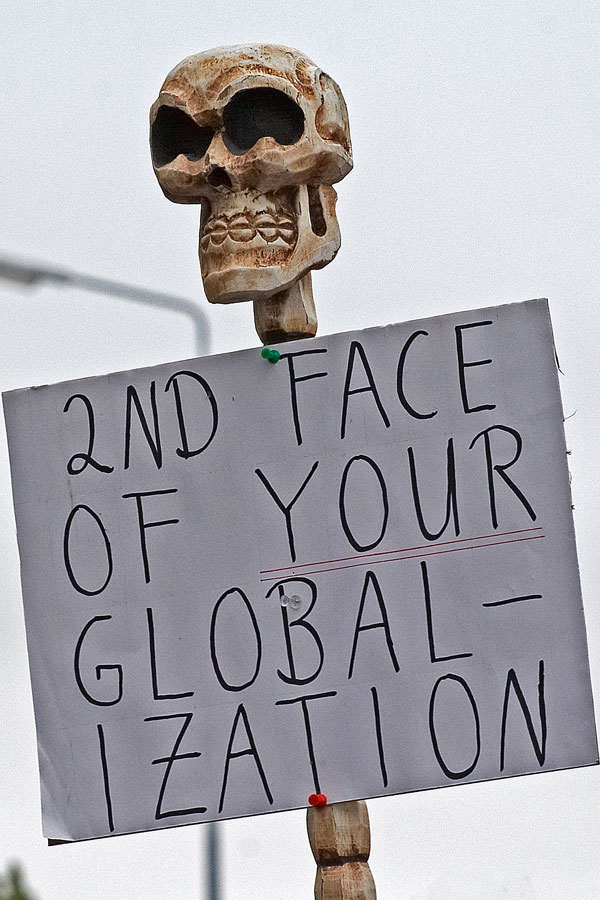
2007年在海利根丹的反对八国集团会议的抗议活动

## 背景
反全球化也是可持續發展的一部份，因為“可持續發展”傾向资本：中國要求美國全面開放鋼鐵的市場，但因為中國的經濟没有美國發達，中國的鋼鐵業得到國家資助，可以用比美國的市场價格更低的價錢傾銷鋼材，從而進佔美國市場，對美國地區的工人的收入造成打擊。

## 近年運動
近年來大規模的反全球化運動，至少有下列數起：

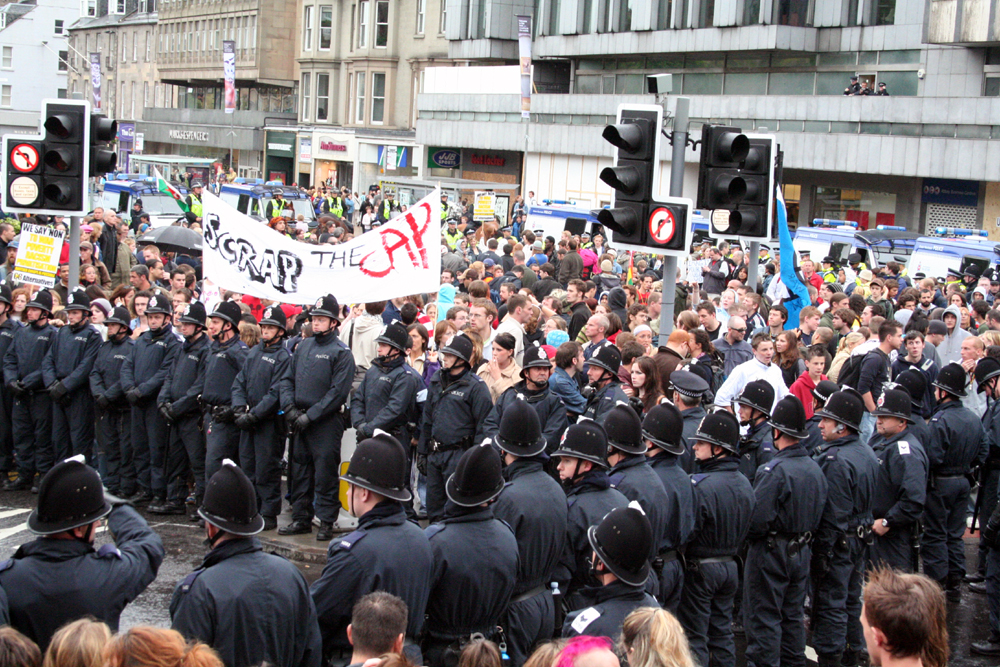
愛丁堡G8高峰會門外的抗議者

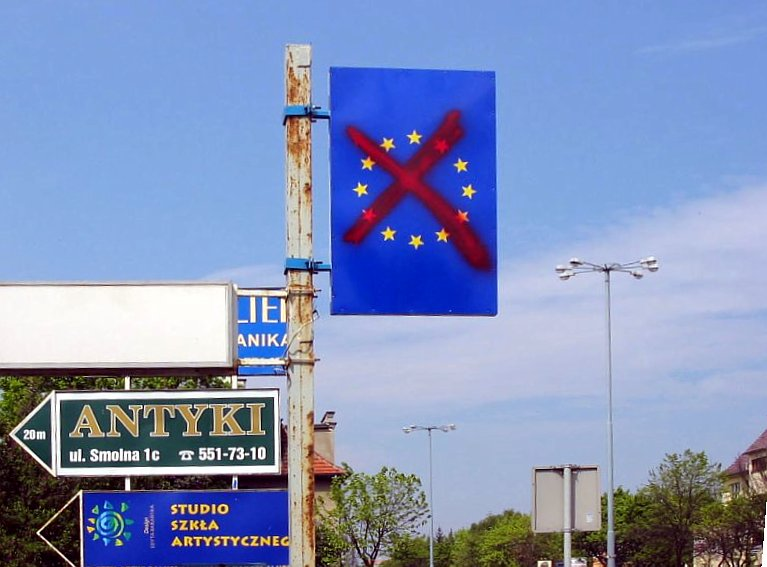
反歐盟標語

- 1999年11月，美國西雅圖反對世界貿易組織，成千上萬群眾抗議世貿自成立四年來推動的貿易自由化政策。
- 2000年4月，美國華盛頓五一勞動節前夕遊行，兩萬名工會、勞工組織和環保人士反對世界銀行和國際貨幣基金會，約有1350人被警方逮捕。
- 2000年5月6日，在泰國，有數千名群眾抗議在清邁舉行的亞洲開發銀行（ADB）33屆年會。
- 2000年9月11日，澳洲墨爾本世界經濟論壇（WEF），示威群眾組成人鏈，希望阻止作為全球富豪和統治精英的俱樂部的世界经济論壇召開。
- 2000年9月26日，捷克布拉格，反對世界銀行、國際貨幣基金組織，連續多天有一萬五千人堵塞會場周圍街道，捷克的總統哈維爾派出軍警鎮壓，甚至有納粹黨徒協助警方。
- 2000年10月底，韩国首爾，抗議第三屆歐亞高峰會（ASEM），韓國民主勞總和學生與市民團體發動三萬工人、學生示威反對全球化，喊出「另一個世界是可實現的！」。
- 2000年12月6日，法國尼斯，反對歐洲聯盟（EU）高峰會議，共計八萬來自各地的示威者，包括歐洲工聯（CES）發動的工會會員冒雨遊行，反對大財團控制下的歐洲和歐盟一體化政策，爭取一個保障人民生活的歐洲。
- 2001年1月27日，瑞士達沃斯世界經濟論壇，瑞士軍警以防範暴動為由，阻止來自歐洲各國群眾到來示威。在地球的另一端，巴西的阿雷格里港，一萬人參與名為「世界社會論壇」的民間會議，討論有別於財團主導的全球經濟秩序和社會模式。
- 2001年4月，加拿大魁北克，反對美洲自由貿易協定，鋼鐵工會會員、環保人士和左翼團體走在一起，共同反對貿易協定，指出它方便大資本的剝削自由，使美洲各國工人的待遇競相向下調低，使財團利潤需要凌駕於環境的保護之上。
- 2001年5月1日，國際勞動節，世界各地都有大規模的遊行示威，反對官商全球一體化政策，要求保障勞工權益。
- 2001年6月16日，瑞典哥特堡反對歐洲一體化，八萬來自歐洲各國的群眾，反對歐洲聯盟進一步推動經濟自由化及抗議美國總統布什到訪。警察更開槍打傷群眾。
- 2001年7月20日，意大利熱那亞，抗議八大工業國會議（G8），創紀錄的十五到三十萬群眾聚集在熱那亞街頭，遭到警方強力鎮壓，一名青年當場遭警方射殺。

以上所列只是較大規模的早期抗議行動，事實上，在全球各地都有大大小小反對新自由主義、反對全球化的鬥爭。
在東亞地區，除韓國及菲律賓外，反全球化運動也有所發展。
香港是跨國資本推動中國私有化進程的重要據點，早在1997年世界銀行和國際貨幣基金會年會時，就有反對陣線的組成，進行了示威活動。2001年5月，財富論壇在香港舉行會議時，《全球化監察》及部份學生、民間團體，舉行了反對富豪瓜分世界，主張全球資源人民共享的抗議行動。
在日本，2000年7月在沖繩召開的八國高峰會也遭遇了抗議者，現在课征金融交易税以协助公民组织的日本分部準備更積極的推動反全球化運動。

## 参看條目
- 另類全球化運動
- 新自由主義
- 全球化
- M型社會
- 地方主義
- 新世界秩序
- 本土主義
- 民粹主義